# Нкаї 10
Нкаї 10 (англ. Nkaih 10) — індіанська резервація в Канаді, у провінції Британська Колумбія, у межах регіонального округу Томпсон-Нікола.

## Населення
За даними перепису 2016 року, індіанська резервація не ма постійного населення.

## Клімат
Середня річна температура становить 8,1°C, середня максимальна – 21,5°C, а середня мінімальна – -8,8°C. Середня річна кількість опадів – 480 мм.
| Клімат поселення                              | Клімат поселення | Клімат поселення | Клімат поселення | Клімат поселення | Клімат поселення | Клімат поселення | Клімат поселення | Клімат поселення | Клімат поселення | Клімат поселення | Клімат поселення | Клімат поселення | Клімат поселення |
| Показник                                      | Січ.             | Лют.             | Бер.             | Квіт.            | Трав.            | Черв.            | Лип.             | Серп.            | Вер.             | Жовт.            | Лист.            | Груд.            |                  |
| Середній максимум, °C                         | 3,52             | 6,23             | 10,18            | 13,86            | 18,04            | 21,52            | 21,22            | 21,40            | 17,12            | 11,41            | 5,38             | 1,64             |                  |
| Середня температура, °C                       | −2,66            | 0,06             | 4,00             | 7,68             | 11,87            | 15,36            | 18,26            | 18,42            | 14,13            | 8,44             | 2,40             | −1,33            |                  |
| Середній мінімум, °C                          | −8,82            | −6,11            | −2,16            | 1,52             | 5,71             | 9,18             | 15,27            | 15,44            | 11,18            | 5,47             | −0,58            | −4,31            |                  |
| Норма опадів, мм                              | 63               | 38               | 34               | 23               | 29               | 31               | 28               | 27               | 28               | 44               | 67               | 68               |                  |
| Середньомісячна швидкість вітру, м/с          | 2.06             | 2.11             | 2.40             | 2.67             | 2.50             | 2.40             | 2.20             | 2.00             | 1.82             | 1.98             | 2.10             | 2.05             |                  |
| Середньомісячна сонячна радіація, кДж/м²·день | 3248             | 6429             | 10744            | 15774            | 19475            | 21058            | 21968            | 18741            | 13230            | 7393             | 3572             | 2503             |                  |
| --------------------------------------------- | ---------------- | ---------------- | ---------------- | ---------------- | ---------------- | ---------------- | ---------------- | ---------------- | ---------------- | ---------------- | ---------------- | ---------------- | ---------------- |
| Джерело:                                      |                  |                  |                  |                  |                  |                  |                  |                  |                  |                  |                  |                  |                  |